# Johann Anton Tillier (Ratsherr, 1675)

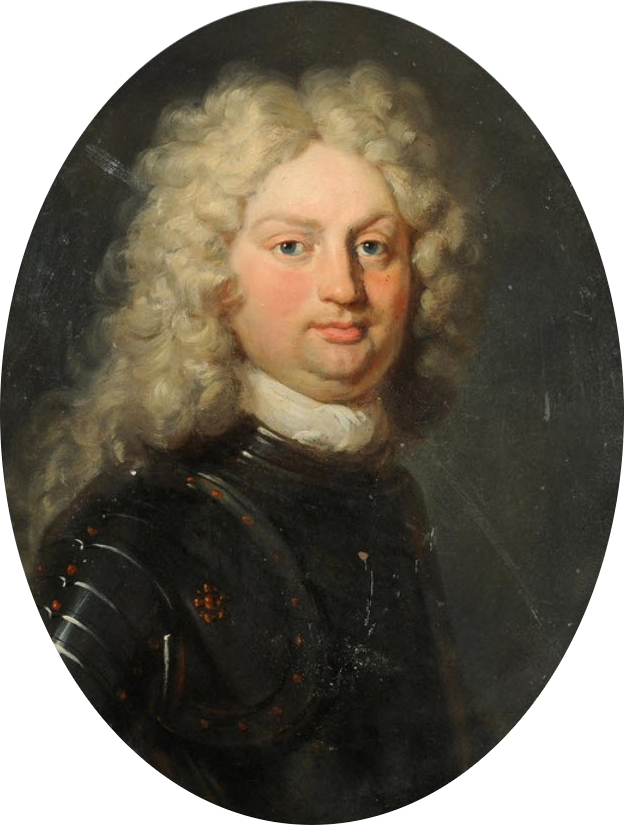
Johann Anton Tillier, Bildnis von Johann Rudolf Huber (1703)

Johann Anton Tillier (VII.) (* 6. Juni 1675 in Bern; † 19. September 1731 ebenda) war ein Schweizer Offizier und Magistrat. Er entstammte der Berner Patrizierfamilie Tillier.

## Leben
Tillier kam 1673 als Sohn des bernischen Grossrats Johann Anton Tillier (VI.) und von Johanna Maria Frisching zur Welt und wurde am 13. Juni 1675 in Bern getauft. Sein jüngerer Bruder war der Offizier und Politiker Samuel Tillier. Johann Anton Tillier heiratete 1699 Salome von Muralt, Tochter des Ratsherrn Johann Bernhard von Muralt. Er wurde 1701 Schultheiss des Äusseren Standes, 1710 bernischer Grossrat, 1714 Mitglied des Kleinen Rats, 1717 Venner zu Mittellöwen und 1723 Deutschseckelmeister. 1715 wurde er von Kaiser Karl VI. in den Ritterstand erhoben.

## Familie
Tilliers Vater, Johann Anton Tillier (VI.) (* 1648, † 1678 in Niederurnen), kam am 31. Oktober 1648 als Sohn des Vogts zu Interlaken und Schultheissen zu Thun, Johann Rudolf Tillier, und von Elisabeth Thellung zur Welt. Er studierte 1666 in Orléans. Im Sommer 1678, als er von einer Sauerbrunnenkur im Bad Pfäfers heimreiste, ertrank er in der Linth. Er wurde am Tag darauf in der Kirche Niederurnen beerdigt, wo für ihn ein Gedenkstein errichtet wurde. Tilliers Mutter, Johanna Maria Frisching, war Tochter des Berner Schultheissen Samuel Frisching.